# Dixon (Illinois)
Dixon település az Amerikai Egyesült Államok Illinois államában, Lee megyében, melynek megyeszékhelye is. Lakosainak száma 15 274 fő (2020. április 1.).

## Népesség
A település népességének változása:

| 2010 | 15 733 |
| 2020 | 15 274 |